# Julija
Julija (englische Transkription: Yuliya) ist ein weiblicher Vorname, eine slawische Variante von Julia.

## Namensträgerinnen
Form Julija:
- Julija Konstantinowna Antipowa (* 1966), sowjetische Rennrodlerin
- Julija Pawlowna Awerkijewa (1907–1980), sowjetische Ethnologin
- Julija Bejhelsymer (* 1983), ukrainische Tennisspielerin
- Julija Beniuševičiūtė-Žymantienė (1845–1921), litauische Schriftstellerin, siehe Žemaitė
- Julija Alexejewna Bogdanowa (* 1964), russische Schwimmerin
- Julija Nikolajewna Dansas (1879–1942), russische Historikerin, Religionswissenschaftlerin und Publizistin
- Julija Dowhal (* 1983), ukrainische Gewichtheberin
- Julija Nikolajewna Fomenko (* 1979), russische Mittelstreckenläuferin
- Julija Nikolajewna Gromowa (* 1974), russische Marathonläuferin
- Julija Alexandrowna Guschtschina (* 1983), russische Sprinterin
- Julija Andrejewna Jefimowa (* 1992), russische Brustschwimmerin
- Julija Jelistratowa (* 1988), ukrainische Triathletin
- Julija Alexandrowna Kalinowskaja (* 1983), russische Ruderin
- Julija Kiršienė (* 1974), litauische Rechtswissenschaftlerin
- Julija Kotschetkowa, Geburtsname von Júlia Movsesjan (* 1981), russisch-slowakische Schachspielerin
- Julija Wsewolodowna Lermontowa (1847–1919), russische Chemikerin
- Julija Lewtschenko (* 1997), ukrainische Leichtathletin (Hochsprung)
- Julija Wjatscheslawowna Lipnizkaja (* 1998), russische Eiskunstläuferin
- Julija Sergejewna Makarowa (* 1981), russische Biathletin
- Julija Manaharowa (* 1988), ukrainische Handballspielerin
- Julija Alexandrowna Nemaja (* 1977), russische Eisschnellläuferin
- Julija Neszjarenka (* 1979), belarussische Sprinterin
- Julija Nikolajewna Obertas (* 1984), russische Eiskunstläuferin
- Julija Osmak (* 1998), ukrainische Schachspielerin
- Julija Sergejewna Petschonkina (* 1978), russische Hürdenläuferin
- Julija Michailowna Pleschkowa (* 1997), russische Skirennläuferin
- Julija Wiktorowna Rostowzewa (1972–2007), russische Biathletin
- Julija Michailowna Saripowa (* 1986), russische Hindernisläuferin
- Julija Sergejewna Slobina (* 1989), russische Eistänzerin
- Julija Wiktorowna Snigir (* 1983), russische Schauspielerin und Model
- Julija Nikolajewna Soldatowa (* 1981), russische Eiskunstläuferin
- Julija Wladimirowna Sotnikowa (* 1970), russische Sprinterin
- Julija Sršen (* 1997), slowenische Skispringerin
- Julija Igorewna Stepanowa (* 1986), russische Mittelstreckenläuferin
- Julija Sergejewna Stupak (* 1995), russische Skilangläuferin
- Julija Swyrydenko (* 1985), ukrainische Politikerin
- Julija Gennadjewna Tabakowa (* 1980), russische Sprinterin
- Julija Wladimirowna Tschekaljowa (* 1984), russische Skilangläuferin
- Julija Anatoljewna Tschepalowa (* 1976), russische Skilangläuferin
- Julija Igorewna Tschermoschanskaja (* 1986), russische Sprinterin
- Julija Tymoschenko (* 1960), ukrainische Politikerin
- Julija Wakulenko (* 1983), ukrainische Tennisspielerin
- Julija Anatoljewna Wetlowa (* 1983), russische Naturbahnrodlerin
- Julija Winokurowa (* 1972), russische Langstreckenläuferin
- Julija Olegowna Wolkowa (* 1985), russische Sängerin

Form Yulia/Yuliya:
- Yulia Marfutova (* 1988), deutsche Schriftstellerin
- Yuliya Shvayger (* 1994), israelische Schachspielerin ukrainischer Herkunft
- Yuliya Tarasova (* 1986), usbekische Leichtathletin (Siebenkampf, Weitsprung)
- Yulia Tsibulskaya (* 1933), moldauisch-russische Komponistin und Musikwissenschaftlerin
- Yulia Tsvetkova (* 1993), russische Künstlerin und Aktivistin